# Prevalenza (epidemiologia)
La prevalenza, in particolare la prevalenza puntuale, è una misura di frequenza impiegata in epidemiologia per esprimere il rapporto fra il numero di persone malate in una popolazione in un definito momento e il numero totale degli individui della popolazione (quindi sani e malati) nello stesso istante. Per migliorare la leggibilità del dato si moltiplica il risultato per una costante (pari a dieci o un suo multiplo).
{\displaystyle {\mbox{Prevalenza}}={\frac {numero\;di\;malati\;misurati\;nell'istante\;T}{popolazione\;totale\;all'istante\;T}}*{\mbox{K}}}
Oltre alla prevalenza puntuale (detta anche prevalenza puntiforme, in inglese point prevalence)  si può stimare la prevalenza periodale (in inglese period prevalence); nella prima, l'osservazione del numero di individui malati sulla popolazione totale è riferita a un definito momento (ad esempio,  al 31/12 di un anno), mentre nella seconda essa si riferisce a un determinato arco temporale, prendendo in considerazione gli individui malati in un dato periodo e la popolazione nel medesimo periodo. Il bisogno di distinguere le due è legato alle diverse necessità di indagine epidemiologica: la prevalenza periodale può essere solo stimata perché non solo il numero degli eventi e la numerosità della popolazione variano durante l'arco temporale, ma è anche la stessa situazione epidemiologica a influenzare direttamente o indirettamente la variazione di numerosità della popolazione. Per esempio, nel caso della epidemia di Covid-19, la malattia ha provocato delle morti da coronavirus, ma anche altre morti per altre patologie dovute alla minore efficienza della sanità, a causa delle difficoltà logistiche, di igiene e per il minor numero di operatori ospedalieri dovuto alla malattia. Quindi, occorre stimare un valore indicatore del numero di eventi nel periodo e un valore indicatore della popolazione, prima di calcolare la prevalenza periodale, oppure deve essere estratto un campione statistico su cui effettuare la misurazione. Quanto più breve è il periodo, tanto più sarà attendibile la stima effettuata.

## Utilizzo della prevalenza
La prevalenza viene impiegata soprattutto nella stima delle patologie croniche, come il diabete, in quanto la popolazione è generalmente stabile nel corso del tempo e tende a non variare di molto tra una stima e l'altra, mentre risulta spesso difficile stabilire la data di inizio dello sviluppo della condizione patologica; viceversa, l'incidenza risulta un indicatore più utile nell'analisi delle patologie acute di durata transitoria, come l'influenza, più facili da analizzare nel loro sviluppo temporale.
Conoscere la prevalenza di una malattia consente di comprendere il suo impatto sulla salute pubblica, di pianificare le risorse in base alla sua prevalenza attesa e programmarle in base alla sua variazione temporale. Ad esempio, conoscere la prevalenza di una malattia infettiva che richiede isolamento può consentire di programmare il numero di posti in ospedale in sezioni di isolamento e variarli nel tempo in relazione all'aumento o alla diminuzione prevista della prevalenza della malattia basati su modelli previsionali.
Essendo una misura di frequenza, la prevalenza non consente di misurare la probabilità che vi siano nuovi casi. Una prima stima può essere fatta tramite l'incidenza della malattia. Infatti, è necessario utilizzare osservazioni nella dimensione temporale, cioè stimare i nuovi casi della malattia in un certo intervallo temporale. La prevalenza si usa in studi trasversali su una popolazione in un istante t, mentre l'incidenza si usa negli studi longitudinali (o di coorte) che valutano i pazienti per un arco temporale sufficientemente lungo.